# Râul Chelif
Chelif este cel mai mare râu al Algeriei care izvorăște din munții Atlas, curge spre nord și vest, vărsându-se  în Marea Mediterană, la est de Oran. Râul Chelif are un curs neregulat, fiind navigabil doar pe sectoare înguste.